# Marginella michelae
Marginella michelae is een slakkensoort uit de familie van de Marginellidae. De wetenschappelijke naam van de soort is voor het eerst geldig gepubliceerd in 2012 door T. Cossignani.